# 澤山宗海
澤山宗海（さわやま むねおみ、1906年12月12日 - 1977年9月27日）は、奈良県出身の武道家。日本拳法の開祖。本名は勝（まさる）。

## 経歴
澤山宗海は1906年に奈良県に生まれ、幼くして養子となり、山陰地方の名門として知られる、豪族・山名氏の門流である澤山家の人となる。生来病弱であったうえに養父母が溺愛し、少しでも危険と見れば、わずかな運動すらさせなかったゆえに、小学生の頃は通学するだけで疲れるほどひ弱だったという。
自分の体力のなさに一念発起し、大正8年（1919）、偕行社小学校の尋常科を終え、日進商業学校に進学したときにボディービルと柔道を始め、のちに五段の腕前になる。しかし、柔道において一般に当身の攻防の練習が軽視されていたことに失望し、のちに糸東流を創始する摩文仁賢和との出会いを機に彼に師事して空手（当時は「唐手」と呼ばれていた）を学び、昭和5年（1930）6月、通っていた関西大学に「唐手研究会」を立ち上げる。
だが、摩文仁との練習も二人相対しての型稽古で、澤山の求めた自由な攻防には程遠かった。そこで澤山は懸命に思案、研究、試行錯誤を重ね、「約束組手」「自由組手」「真剣組手」を考案する。
昭和7年（1932）秋、春に関西大学を卒業していた澤山は、「大日本拳法会」を発足させた。会長には澤山が就任した。それからは防具を装着しての稽古の開始（昭和9年＝1934）、第一回開演演武会（昭和11年＝1936）、第一回大日本拳法選手権大会（現・全日本学生拳法選手権大会の母体。昭和14年＝1939）の開催などを経て、<乱稽古>＝自由な撃ち合い稽古を整理・確立していくが、昭和15年（1940）2月、応召されて中国大陸に渡る。昭和21年（1946）5月に復員し、28年（1953）、東京・読売新聞ホールで開催した公開演武が大成功を収めるや、日本拳法は武道界の注目の的となり、立正大学が東日本で最初に拳法部を作り、早稲田、慶応、明治などの関東を中心に各大学で日本拳法部が次々と誕生し、全国的に広がっていった。
昭和29年（1954）、澤山は一代限りの宗家を号し、「日本拳法会」会長の座を同志の矢野文雄に譲った。昭和50年（1975年）9月、肺癌に倒れた澤山は、
「私は日本拳法の中心的な部分を作っただけだ。さらに研究を重ねて、より高いものへと発展させねばならない。それは君たちの仕事だ」
と言い残して2年後の9月27日、71歳でこの世を去った。
澤山の遺訓は本流、傍流の弟子たちによって日本全国・海外まで伝播され。近年、修法者の叡智を結集し武道競技団体として（公益財団法人）全日本拳法連盟（平成21年10月13日内閣府認証）を発足し研究を重ねより高いものへと展開されている

## エピソード
澤山は昭和22年（1947）に40歳で結婚したものの、国土は戦争中の空襲で焦土と化し、明日の生活にも事欠く状況の中、新婚生活も決して楽しくなかったようだ。
当然家計も苦しく、ある客がこの時期の澤山家を訪れると、粗末な家の玄関に襖一面の魔物が描かれてある。驚いた客が尋ねると、
「これは七邪神じゃ。七福神は大切にすればご利益があると言うが、およそわしには縁がない。わが家にいるのは、したがって貧乏神ばかり。そやから、こうして七つをまとめて書いて、ときどき蹴ったり突いたりして、貧乏神をいじめてるんや。やっつけたら多少は福がくるような気がしてなあ・・・」
澤山は淋し気にそう言ったという。